# Leptinotarsa collinsi
Leptinotarsa collinsi är en skalbaggsart som beskrevs av Wilcox 1972. Leptinotarsa collinsi ingår i släktet Leptinotarsa och familjen bladbaggar. Inga underarter finns listade i Catalogue of Life.